# 将棋RPG つめつめロード
『将棋RPG つめつめロード』は、B.B.スタジオが開発し、合同会社DIGより配信されていたスマートフォン向けゲームアプリ。 サービス期間は2016年7月20日 - 2017年4月13日。基本プレイ無料（アイテム課金制）。

## 概要
詰将棋をテーマにしたRPG。一手詰め問題をクリアして敵にダメージを与えるほか、「みたま」と言われるキャラクターの必殺技によってダメージを与え進んでいく。メインキャラクターデザインは北風友裕。
日本将棋連盟公認ソフトにもなっており、プロ棋士がコラボレーションキャラクターとして参加している。
音楽を共にノイジークロークが手がける縁で2016年10月公開の映画『女流棋士の春』に特別協力。主演の香川愛生が「かがわまなお」としてゲーム内に登場するコラボレーションを果たす（当時は明かされなかったが、以降、香川は将棋監修として関わり、将棋連盟と開発側の連絡役を担っていた）。
2016年11月のアップデートでみたまのお気に入り機能を実装。
2016年12月のアップデートでタイムアタックイベントを実装。
2017年2月28日、公式サイト上にてサービス終了を告知。2017年4月13日を最後に動作保証の対象外となる。

## ストーリー
舞台は鬼が島の近くにあるウシトラ島の学園都市。そこでは「つめつめ」と呼ばれる鬼を封印する技術が研究され、その技術を持ったものを「つめつめ士」と呼んでいた。鬼が復活の兆しを見せる中、主人公は「つめつめ」を駆使し、物語を具現化した「みたま」を呼び出し、再び鬼を封印するのだ。

## ゲームシステム
バトルでは制限時間内に王手をかけるとユニット全員で攻撃を行う。詰将棋問題に正解すると大ダメージを与えることができる。詰将棋の爽快感と手軽さを活かしたバトルゲーム。
みたまは各種アイテムでパワーアップや、配合が可能。

一方で本将棋や対戦はできない。

## 登場キャラクター

### プレイヤーキャラクター
ゲーム当初は主人公のみ選択可能。それぞれ特技が設定されており効果は常時発動する。
コタロウ / コハク
主人公。性別を選択可能で男がコタロウで女性がコハク。ともにオレンジの髪の毛で、名前は変更可能である。特技は味方の攻撃防御を1.5倍にする「みんなの力」。
ツバサ
声 - 岡本信彦
主人公とともに「とっくん」することになるクラスメイト。いつもひとこと多い黒髪の天才肌。特技は「天賦の才」（常に必殺技の手数を1手減らす）。技タイプのキャラクター。
アスミ
声 - なりた雛糸
同じく「とっくん」クラスメイト。ツインテール女子。頭脳派を自称するが、絶対負けたくない負けず嫌い。カナメに強い嫉妬と憧れを抱く。特技は「努力の底力」（味方みたまに能力上昇が発生した際に効果を1.4倍にする）。体タイプのキャラクター。
トウマ
声 - 磯部恵子
同じく「とっくん」クラスメイト。身長の低いメガネ男子。自信なさげだが頭を使うことに長ける。特技は「勇気ある長考」（思考時間を10秒追加する）。心タイプのキャラクター。
カノン
声 - 佐々木愛
ノラみたまを手なづける不思議な女の子。主人公たちより年下であるが、みたまと会話ができる特例つめつめ士。ツバサとは幼馴染で、お兄ちゃんと呼んでいる。特技は「ずるっこきんしれー！」（全ての能力変動が無効になる）。技タイプのキャラクター。
ギンガ
声 - 高橋伸也
弱きを助け悪しきをくじく、義理と正義のつめつめ士。アニキ風を吹かせ威勢はいいが、肝心な時に足をくじくなどすぐいなくなる。モヒカン頭で制服に切り傷がたくさんある。「鬼退治」と書かれたシャツを愛用する。魔力の使い方を熟知する体タイプのキャラクター。攻撃必殺技を使ったときのダメージを1.5倍にする「腕力の使い方」の特技を持つ。
カナメ
声 - 上村彩子
落ち着きあるお姉さんキャラ。冷やし穴熊が名物であるカラスヤマ茶屋で出会う心タイプのキャラクター。ギンガの同級生で、主人公たちには「カナねえ」と呼んでほしいと自己紹介する。回避率と会心率を2%ずつ上昇させる「お姉さんの秘密」の能力を持つ。

### その他の仲間
ときん丸
声 - 門脇舞以
ゲームの案内役。耳の位置にと金がついている犬のような生き物。騎士道と将棋道に生きる高貴なみたまを自称する。語尾に「まる」をつけるしゃべり方。読み上げ役も兼ねる。みたまとしての必殺技は敵単体に5900の心属性ダメージを与える、まるまるプレス。
ゼンジ
声 - 溝口謙吾
主人公にとってつみつみの師匠となるつみつみ士。黒い法衣にネクタイ姿。主人公に「とっくん」を与えるが少々おせっかい。近年ノラみたまが増えていることに疑問を抱いている。チュートリアル役であり、クリア時には「ゼンジの弟子」の称号が贈られる。
テンマ
声 -
つめつめ士育成機関に最近やってきた先生。白衣にネクタイ姿。ゼンジからはテンマ博士と呼ばれている。イベントではランクSのみたまとしても登場。その正体は鬼。
- このほか役名未公表ながら佐藤紳哉、門倉啓太、伊藤真吾が声優として参加している[10][11]。

## コラボレーションみたま
やまぐちえりこ

モデルは山口恵梨子。必殺技は「恵梨子ノート」。「前陣速攻大和撫子」。魔法使い。
さとうしんや

モデルは佐藤紳哉。必殺技は「躍動する駒たち」。「躍動する駒と桂（かつら）」。
むらやまさとし

モデルは村山聖。必殺技は「怪童の一手」。「聖の一歩」。
あじきふさこ

モデルは安食総子。必殺技は「ゆっくりな早口言葉」。「さらりと受け流す」。はちみつをまとっている。
いとだにてつろう

モデルは糸谷哲郎。必殺技は「ダニー・ショット」。「ネオ・ダニー・ショット」。熊の外見でフットサルのユニフォームを着ている。
かがわまなお

モデルは香川愛生。必殺技は「烈風鳳炎」。「豪嵐紅焔」。
ふじたあや

モデルは藤田綾。必殺技は「ミスティカルスケッチ」。「セダクティブヴォイス」。ミスティカルスケッチは藤田綾の独特のイラストから命名、キャラクターデザインされている。
かとうひふみ

モデルは 加藤一二三 。必殺技は「ひふみんアイ」、「神武以来の天才」。
むろたいお

モデルは室田伊緒。必殺技は「女帝と呼びなさい」、「エンプレス・ギフト」。
むろやゆき

モデルは 室谷由紀。必殺技は「ゆきりん・ショット」、「ポッピング・スノー・ショット」。フットサルのボールを操る。
きたおまどか

モデルは北尾まどか。必殺技は「北尾エンジン・オーバーヒート！」。どうぶつしょうぎみたまを操る。

## 用語

### つめつめ
将棋の詰みのこと。本ゲームではみたまにダメージを与える方法であり、これを効果的にできるものを「つめつめ士」と呼ぶ。かつては暴れた鬼をみたまによって封印した歴史があり、つめつめ士は陰陽士的な扱いを受けている。主人公たちは一流の「つめつめ士」になるため後述の学園で日々「とっくん」という名の課題を受けている。

### みたま
本来はつめつめ士の右腕ともなる御霊（みたま）の意味であるが、近年ではノラみたまと呼ばれる野生の種が急増。敵モンスターとしても扱われる。捕まえたみたまは鍛錬駒などのアイテムによって経験値や熟練度の増強、および合体、進化、限界突破が可能。モチーフは昔話や古典文学。イベントでは現実の将棋棋士、女流棋士によく似たみたまも出現している。

### ウシトラ学園都市
ウシトラ島の中心であり、つめつめ士が腕を磨く場所であり帰る家。つめつめ士を目指すものは学園でクラスメイトとともに「とっくん」を積むため数々の訓練場、試練の回廊がある。

### ガンギ樹林
森林地帯。カンセイ村があり、多種多様な植物の茂る生命の宝庫。地名の由来は「雁木囲い」。

### ヤグラ山脈
鬼が島に近い岩山地帯。鬼を見張るための見張り櫓や、カラスヤマ神社がある。地名の由来は「矢倉囲い」。

### アナグマ平原
ハラッパ村が所在するのどかな平原。しかし夜は暗くおばけが出ると噂される。地名の由来は「穴熊囲い」。

### ギンカン湾
港湾都市ミナモのある最大の商業地帯だが、一方で氷に覆われた雪山の裏は未踏の地となっている。地名の由来は「銀冠囲い」。

### おにがしま
鬼が住むといわれる場所。鬼はつめつめ士たちにより封印してあるはずだが、各地で鬼の影を見たという声を聴く。